# Pagani

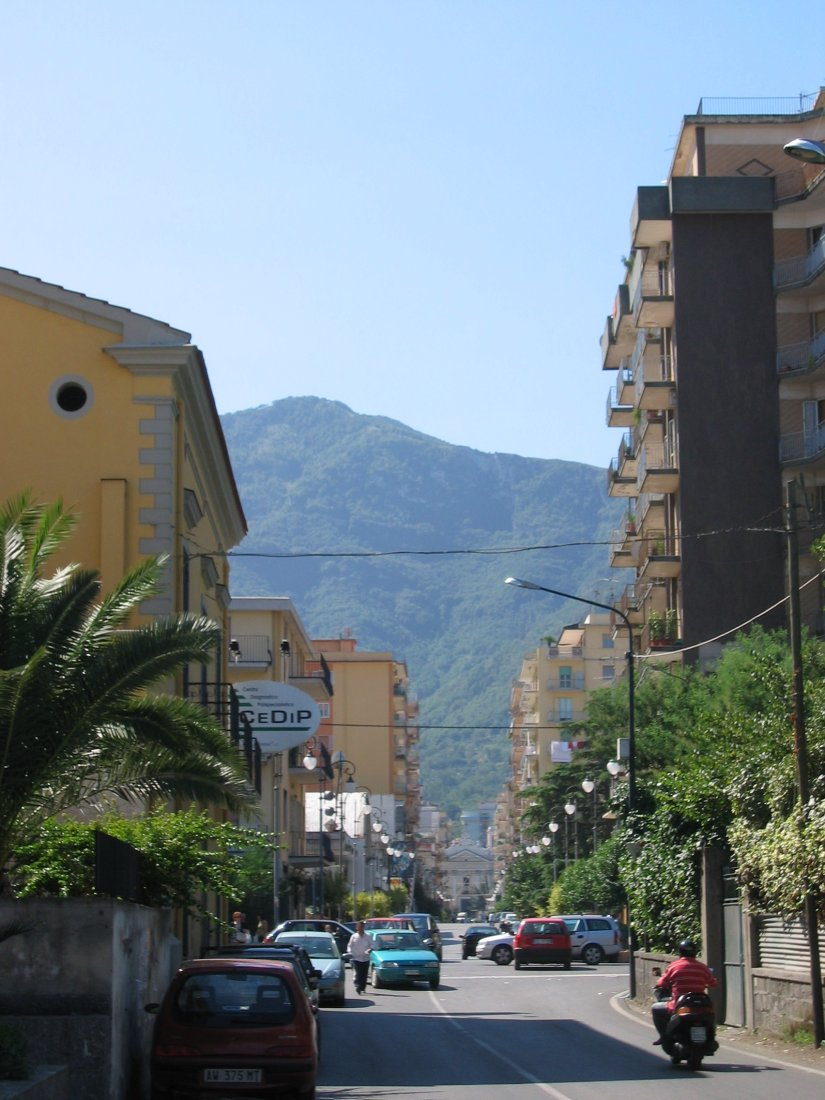
Góry otaczające miasto

Pagani – miejscowość i gmina we Włoszech, w regionie Kampania, w prowincji Salerno.
Według danych na rok 2004 gminę zamieszkiwały 32 272 osoby.
Z miastem związany jest klub Paganese Calcio 1926 występujący w Serie C. Znajduje się też tutaj lokalny oddział firmy Ericsson.
Patronem miasta jest święty Alfons Maria Liguori, włoski duchowny i biskup, który ostatnie lata 
życia spędził tu w założonym przez siebie Zgromadzeniu Redemptorystów, a jego grób znajduje się na terenie lokalnej bazyliki. Co roku, 1 sierpnia odbywa się festyn, który jest mu poświęcony.

## Komunikacja
Pagani znajduje się na trasie autostrady łączącej Salerno i Neapol. Dzięki sieci lokalnych 
dróg można też łatwo dostać się do Pompejów i nadmorskich miejscowości (np. Salerno i Minori). Przez miasto przebiega też linia kolejowa.